# Parnassius autocrator
Espèce
Statut de conservation UICN

 VU D2 : Vulnérable
Parnassius autocrator est une espèce d'insectes lépidoptères de la famille des Papilionidae, de la sous-famille des Parnassiinae et du genre Parnassius.

## Dénomination
Parnassius autocrator a été décrit par Andrey Avinoff (d) en 1913.

## Description
Parnassius autocrator est un papillon blanc marqué de beige avec aux ailes postérieures une ligne submarginale d'ocelles surmontée d'une bande jaune, minime chez le mâle, très large chez la femelle.

## Biologie

### Période de vol et hivernation
Parnassius autocrator vole en juillet et aout.

### Plantes hôtes
Les plantes hôtes sont des Corydalis, herbacées annuelles ou vivaces de la famille des Fumariacées, Corydalis fimbrillifera et Corydalis onobrychis.

## Écologie et distribution
Parnassius autocrator est présent en Afghanistan et dans les montagnes du Pamir,.

### Biotope
Parnassius autocrator réside en montagne entre 3 200 m et 3 700 m.

### Protection
Parnassius autocrator est inscrit comme rare et vulnérable sur le Red Data Book de l'IUCN.

## Philatélie
Un timbre afghan a été émis.